# شارل-فیلیپ روبن
شارل-فیلیپ روبن (فرانسوی: Charles-Philippe Robin‎؛ ‏ ۴ ژوئن ۱۸۲۱ – ۶ اکتبر ۱۸۸۵) زیست‌شناس، بافت‌شناس، کالبدشناس و پزشک اهل فرانسه بود. وی پزشکی را در پاریس خواند و در همان دوران دانشجویی سفری سیاحتی-اکتشافی به‌همراه هرمان لبرت به نرماندی و جزایر مانش انجام داد و نمونه‌هایی برای موزه آناتومی جمع‌آوری نمود. او یکی از نخستین دانشمندانی در فرانسه بود که برای آسیب‌شناسی تشریحی از میکروسکوپ استفاده کرد. او همچنین نخستین کسی بود که گونهٔ کاندیدا آلبیکانس را تشریح کرد و در توصیف ساختار گانگلیون، سلول‌های گلیال و نقش استئوکلاست در استخوان‌سازی مشارکت داشت. او پژوهش‌هایی بر روی اعضای الکتریکی بدن چارگوش‌ماهی انجام داد. روبن عضو فرهنگستان علوم فرانسه بود و با همکاری پی‌یر فرانسوا اولیو ریه، کلود برنارد و شارل-ادوار براون-سکار «انجمن زیست‌شناسی» فرانسه را پایه‌گذاری کرد.